# Central Valley Fuego FC
El Central Valley Fuego FC, conocido también como CV Fuego FC o simplemente Fuego FC, es un equipo de fútbol de Estados Unidos que juega en la The League for Clubs.

## Historia
Fue fundado el 12 de octubre de 2020 en la ciudad de Fresno, California como el vigésimo equipo de fútbol profesional del estado de California y el regreso de un equipo de fútbol en la ciudad de fresno, California tras la desaparición del Fresno FC en 2019.
El anuncio del equipo se hizo oficial el 8 de diciembre de 2020 y su nombre es por el desaparecido Fresno Fuego FC que jugó en la USL League Two de 2003 a 2019.
Es uno de los equipos de expansión en la USL League One para la temporada 2022.